# Tryptophanol
Tryptophanol ist eine chemische Verbindung aus der Gruppe der chiralen 1,2-Aminoalkohole. Tryptophanol kann aus der Aminosäure Tryptophan gewonnen werden, weshalb es zumeist, wie auch Tryptophan, enantiomerenrein in der (S)-Konfiguration vorliegt. Das Enantiomer (R)-Tryptophanol und das racemische (RS)-Tryptophanol besitzen nur geringe Bedeutung.

## Gewinnung und Darstellung
(S)-Tryptophanol wird durch Reduktion von (S)-Tryptophanmethylester mit Lithiumaluminiumhydrid hergestellt.

## Verwendung
Tryptophanol, sein Phosphorsäureester, sowie Tryptophanal wurden eingesetzt, um die Biosynthese von Tryptophan zu untersuchen. Zunächst wurde ein ähnlicher Syntheseweg wie für Histidin aus Histidinol angenommen, welcher allerdings ausgeschlossen werden konnte.
Aus Tryptophanol können Oxazoloisoindolinone hergestellt werden können, die als Aktivatoren für p53 untersucht werden.